# Geranospiza caerulescens
La poiana zampelunghe  (Geranospiza caerulescens (Vieillot, 1817)) è un uccello della famiglia Accipitridae. È l'unica specie nota del genere Geranospiza Kaup, 1847.

## Biologia
Questo rapace si nutre di piccoli vertebrati, in particolare roditori, pipistrelli, lucertole, serpenti e uccelli, ma anche di insetti di grossa taglia e molluschi.

## Distribuzione e habitat
La specie è diffusa nel continente americano dal Messico all'Uruguay.

## Tassonomia
Sono note le seguenti sottospecie:
- Geranospiza caerulescens livens Bangs & Penard, 1921
- Geranospiza caerulescens nigra (Du Bus de Gisignies, 1847)
- Geranospiza caerulescens balzarensis Sclater, WL, 1918
- Geranospiza caerulescens caerulescens (Vieillot, 1817)
- Geranospiza caerulescens gracilis (Temminck, 1821)
- Geranospiza caerulescens flexipes Peters, JL, 1935